# Prostitución durante la dictadura franquista
La prostitución en la España franquista era un problema para el régimen. El Estado crearía una batalla por las identidades de las mujeres ofreciendo dos narrativas para la femineidad, aquella de la mujer piadosa o la de la prostituta inmoral. 
La prostitución era un problema para el régimen de la España franquista (1936 a 1975), dado que había tolerado la práctica durante la guerra civil española (1936-1939), pero la Iglesia católica se opuso activamente a la práctica. Durante los años 40, el régimen la toleraba más y había sancionado oficialmente a los burdeles para satisfacer las necesidades de los hombres y prevenir la propagación de las infecciones de transmisión sexual (las ITS). Ignorando las realidades económicas de las causas de la prostitución clandestina, el gobierno de Francisco Franco procuró activamente el acabar con esta actividad furtiva, la cual involucraba en gran parte a los huérfanos de guerra y mujeres en situaciones económicas nefastas.
En 1956, la tolerancia de la prostitución del régimen terminó a gran escala, como resultado de un número de factores, incluyendo la unión del Estado español a cuerpos internacionales dedicados a acabar con la trata de mujeres. Después de la muerte de Franco, las prostitutas fueron uno de varios grupos de mujeres para los que las feministas buscaban obtener amnistía.

## Precedentes
Las acusaciones de prostitución han sido usadas como calumnias contra las mujeres como una forma de desempoderamiento desde los tiempos de la Biblia cristiana. Estas acusaciones también han sido usadas para definir quién es "buena mujer" y quién es "mala mujer". Las acusaciones falsas se han usado también para desacreditar a opositores políticos y sociales.

### Fascismo y prostitución
El fascismo, en ocasiones, apoyó la prostitución regulada. Sin embargo, la oposición a esta era mucho más frecuente, a menudo debido a la creencia que la legalización de la prostitución resultaría en una oleada de hombres contrayendo infecciones de transmisión sexual. En otros casos, los fascistas lo consideraban una violación de sus creencias religiosas. Muchos fascistas creían y creen que las mujeres son definidas alrededor de la reproducción. Por tanto, la oposición más grande a la prostitución muchas veces involucra, en su caso, una creencia de que la prostitución representa una crisis moral y racial profunda. Los fascistas acusaron a sus enemigos políticos de apoyar la prostitución, o, en caso de ser mujeres, de ser prostitutas, así como de propagar enfermedades venéreas que pudiesen afectar al país en su totalidad. En numerosos países, los judíos fueron acusados también de apoyar la prostitución.

### Batalla por la identidad de las mujeres
El Estado generó una batalla interna entre mujeres, al incentivarlas a definirse a sí mismas como madres y patriotas adherentes al franquismo, o como prostitutas opositoras del régimen. Era supuesto por la guía de 1951 del Papa Pío XII en cuanto al propósito del matrimonio, la cual decía lo siguiente: "En acuerdo con la voluntad del Creador, el matrimonio, como una institución de la naturaleza, no tiene un fin primordial e íntimo con la perfección personal de la pareja sino más bien la procreación y la crianza de nueva vida. [...] Una de las exigencias fundamentales de la verdadera orden moral es la aceptación sincera de la función y deberes de la maternidad." En el caso de España, la visión imperativa durante el régimen de Franco era la de que la maternidad solo debería ocurrir en un contexto matrimonial.

## Legalidad y práctica
La prostitución y cómo combatirla era un problema para el régimen franquista dada su aceptación histórica y sus vistas católicas que la oponen. Un sistema celoso de monitorear la moralidad pública fue creado para combatirla. El decreto de 1935 que ilegalizada la prohibición del acto fue revocado en 1941, cuando el régimen legalizó la prostitución con el fin de proveer un desahogo económico para las mujeres y combatir las enfermedades de transmisión sexual entre los hombres. La prostitución ya no era vista como un problema, pero la inmoralidad de las prostitutas mismas sí. El Patronato de Protección a la Mujer fue creado en 1941, con la finalidad de eliminar la prostitución. Alineado con los intereses de la Iglesia católica, sirvió como un brazo del régimen, buscando monitorear a las prostitutas y rehabilitarlas para alinearlas con las definiciones españoles de la femineidad. La organización fue presidida por Carmen Polo, la esposa de Franco. Sus esfuerzos de rehabilitación a menudo se hacían en el asilo de Ciempozuelos o prisiones como Calzada de Oropesa en Toledo. De acuerdo con Paul Preston, "el aumento de la prostitución benefició a los hombres franquistas que de este modo reducían su lujuria y también les reaseguraba que las mujeres rojas eran una fuente de suciedad y corrupción". El Patronato de Protección de la Mujer creó numerosos informes sobre la prostitución en los años después de su fundación. Los dos más importantes fueron publicados en 1943 y 1944. 
La prostitución era tolerada por la Iglesia católica durante partes del período franquista ya que era vista como una manera de proporcionar armonía matrimonial mediante la dación a los hombres de una válvula de desahogo. También era una manera de continuar el control de la sexualidad femenina, y reforzar conceptos católicos del dominio masculino sobre las mujeres.
Varios tipos de prostitución existieron en los años 40. Esto incluía la prostitución pública organizada por establecimientos regulados dirigidos por proxenetas o empresarios, y prostitución privada organizada por trabajadores sexuales sin la involucración de terceros tanto dentro y fuera del control ejercido por el Estado. El régimen se interesaba menos con lugares regulados de la prostitución y mucho más en la prostitución clandestina. Las prostitutas callejeras eran vulnerables a las tentativas de las autoridades por "limpiar" la prostitución y encarcelar a estas mujeres o llevarlas a instituciones de reforma. Las autoridades justificaban estas obras diciendo que intentaban prevenir la propagación de enfermedades venéreas. Estas mujeres eran llevadas a prisiones y reformatorios que "eran la respuesta científica correcta ante el problema de la prostitución desde el punto de vista psicológico y pedagógico." Aun así, muchas mujeres no tenían opción más que convertirse en prostitutas callejeras porque su situación económica era muy nefasta.
Durante los 40, la prostitución era descrita como la causante de una variedad de maldades sociales, incluyendo el aborto, el infanticidio y la corrupción de menores. El área madrileña del Parque de Mendigos de los Mataderos era un sitio particularmente siniestro para las mujeres y los niños que vivieron en la década de 1940. La zona aún sentía los efectos de la Guerra Civil Española y no se recuperaba. Las mujeres del área sin otros recursos recurrieron a la prostitución como una forma de supervivencia. Un informe de 1943 del Patronato de Protección de la Mujer encontró que "hay un libertinaje notorio en la clase alta de la sociedad; hay muchos concubinatos y niños sin un padre del que conozcan. La mitigación ha llegado a tal extremo que las relaciones sexuales ilícitas casi que "se veían bien" en todos los círculos sociales, las inmoralidades se registran entre miembros de la familia, a veces las más serias y repugnantes. "        
El gobierno de los 40 sólo reconocía ampliamente a la prostitución como un problema social que afectaba a las ciudades, mostrando una falta de entendimiento de la situación económica en las áreas rurales. En 1940, habían 1.144 prostitutas registradas y 1.140 prostitutas clandestinas en Barcelona. Habían 1.050 registros y 700 prostitutas clandestinas en Valencia. En Málaga, habían 850 prostitutas clandestinas. Por cada 1000 personas, Jaén, Palma de Mallorca, Orense, Cádiz y Málaga eran las ciudades con mayor número de prostitutas. Huelva tenía 39 bares y salas de baile donde los hombres podían contratar a prostitutas en 1942. El régimen toleraba estos sitios con tal que no anunciaran abiertamente que eran poco más que burdeles. Como un porcentaje de la población, las ciudades más pequeñas y los pueblos grandes solían tener una mayor población de prostitutas que las ciudades grandes. 
La prostitución era bastante común en la provincia de Zaragoza en la década de los 40 y fue tolerada por el gobierno local. A pesar de esto, las prostitutas a menudo fueron acusadas de corrupción de menores y de abortos, a pesar de que la mayoría de ellas eran menores de por si. Durante los 40, el municipio de Luna representó un caso extremo de esto ya que 10 prostitutas fueron declaradas hacedoras de abortos, en lo que parecía ser un esfuerzo coordinado para ocultar la existencia de una red de prostitución de menores. La mayoría de las chicas fueron incapaces de firmar sus propios nombres cuando fueron traídas por la Guardia Civil. 
Las mujeres podían e iban a la prisión por tener prostitutas. Durante los 40 en Almería, 20,45% de las prisioneras estaban allí por ofensas sexuales que incluían en gran parte la prostitución. Esto en comparación con el 9% de las encarceladas por aborto, cometer infanticidio o el abandonamiento de sus hijos, y 4,9% que cometieron crímenes en contra de la autoridad. El resto estaban tras las rejas por otras ofensas, como la coerción, crímenes contra la religión, posesión de armas o tener una identidad falsa.
La prostitución atrajo a muchos menores, especialmente en áreas rurales. Esto era un efecto de la Guerra Civil Española y la represión del régimen sobre la oposición política en el período de la posguerra. Muchos de éstos eran huérfanos cuyos padres murieron durante la guerra o que desaparecieron por ambos lados de la guerra, o se hallaban en la prisión por crímenes políticos. En este período, muchas criadas se encontraron con atención sexual masculina no deseada de la que no podían escapar, y a veces fueron abusadas sexualmente. Se embarazaban y se les forzaba a dejar sus empleos. Los hombres también les chantajeaban mediante estas "relaciones". Debido a que muchos no se habían casado, cuando se descubría la existencia de estas relaciones, incluso las que resultaban de la coerción masculina, se les despedía por estar involucradas. Esto dejaba míseras a las mujeres. Muchas recurrieron a prostituirse como un resultado de la carencia de otras oportunidades económicas.
Las prostitutas eran mantenidas en instalaciones dirigidas por monjas a través del Patronato de Protección a la Mujer desde el 1941 hasta 1985. Siempre fueron una minoría, representando entre 7 a 10% de la población. Se les echaba en celdas al lado de las chicas abandonadas por sus familias, pasando sólo unas pocas noches. De acuerdo con Carlos Álvarez, un investigador en la Universidad del País Vasco, "su confinamiento tenía dos fines: por una parte el separarles del resto de la sociedad para que no la influenciaran, y en la otra para ser 'rehabilitadas' por el camino de la redención."
Muchos hombres en este período estaban adictos a las prostitutas. Culturalmente, su virilidad se tenía en alta estima, y enfrentaron pocas consecuencias por tener relaciones sexuales fuera del matrimonio, ya que demostró que su régimen aprobaba la masculinidad. Esto contrastaba con las mujeres, quienes si tenían relaciones sexuales fuera del matrimonio eran calumniadas por otros que las acusaban, entre otras cosas, de ser prostitutas.
Mientras que el Estado estaba más dispuesto a creer en la rehabilitación de las prostitutas durante las décadas de los 40 y 50, la Iglesia católica no.[cita requerida] La Iglesia enseñó que la práctica de prostituirse era un pecado mortal, junto con el uso de métodos anticonceptivos que, según ellos argumentaban, reducían las tasas de natalidad en España y era evidencia de una mayor inmoralidad en la sociedad española.
| Localidad                | Casas de lenocinio                                                                                       | Casas clandestinas                                                                                       | Casas de alquiler de habitaciones                                                                        | Prostitutas fichadas                                                                                     | Mujeres que ejercen clandestinamente                                                                     | Prostitutas fichadas por cada 1000 habitantes                                                            |
| ------------------------ | --- | --- | --- | --- | --- | --- |
| Almería                  | 45 | Ninguna                                                                                                  | Ninguna (Las autorizadas alquilan habitaciones)                                                          | 150 | Algunas                                                                                                  | 1.89 |
| Cádiz                    | 34 | 16 | 15 | 350 | La cifra sería abrumadora, ya que la prostitución está muy generalizada                                  | 3.99 |
| Jerez de la Frontera     | 15 | 4 | 2 (con 12 habitaciones)                                                                                  | 88 | 200 | 0.98 |
| El Puerto de Santa María | 4 | Ninguna                                                                                                  | 2, actualmente clausuradas                                                                               | 29 | 12 menores de edad                                                                                       | 0.99 |
| San Fernando             | 8 | Ninguna                                                                                                  | Ninguna                                                                                                  | 30 a 35                                                                                                  | 0 | 0.91 |
| Córdoba                  | 46 | No existen                                                                                               | 14 (56 camas en total)                                                                                   | 308 | 100 (gran número son menores de edad)                                                                    | 2.15 |
| Córdoba (province)       | 21 | No existen                                                                                               | Se ignora                                                                                                | 50 | Se ignora                                                                                                | 0.08 |
| Granada                  | 79 | Ninguna                                                                                                  | Muy reducido número de casas con 1 o 2 habitaciones                                                      | 348 | Un número pequeño, alojadas en distintas fondas y posadas                                                | 2.24 |
| Huelva                   | 39 (concentradas en 3 calles)                                                                            | No se indican                                                                                            | Existen mujeres "retiradas" o "amancebadas" que tienen alquiladas habitaciones.                          | 130 | No se puede precisar                                                                                     | 2.3 |
| Ayamonte                 | 5 | 3 o 4 | Ninguna (Se utilizan las 13 habitaciones de las casas autorizadas)                                       | 16 | Se ignora                                                                                                | 1.32 |
| Rosal de la Frontera     | Ninguna                                                                                                  | Ninguna                                                                                                  | Ninguna                                                                                                  | Ninguna                                                                                                  | 30, que ejercen en su casa o en el campo; entre ellas muchas menores                                     | 0.0 / 8.66                                                                                               |
| Isla Cristina            | 4 | Ninguna                                                                                                  | Ninguna                                                                                                  | 10 | Algunas en los barrios extremos                                                                          | 0.79 |
| Jáen                     | 62 | Ninguna                                                                                                  | Ninguna                                                                                                  | 359 | Ninguna                                                                                                  | 6.57 |
| Málaga                   | 120 | En número reducido                                                                                       | Ninguna (Haciéndose pasar por matrimonios acuden parejas a los hoteles, posadas y fondas)                | 850 | Gran cantidad, de todos los estados civiles                                                              | 3.57 |
| Sevilla                  | No hay informe de la Junta [del Patronato de Protección a la Mujer, la entidad que recopiló estos datos] | No hay informe de la Junta [del Patronato de Protección a la Mujer, la entidad que recopiló estos datos] | No hay informe de la Junta [del Patronato de Protección a la Mujer, la entidad que recopiló estos datos] | No hay informe de la Junta [del Patronato de Protección a la Mujer, la entidad que recopiló estos datos] | No hay informe de la Junta [del Patronato de Protección a la Mujer, la entidad que recopiló estos datos] | No hay informe de la Junta [del Patronato de Protección a la Mujer, la entidad que recopiló estos datos] |

La prostitución en los años 50 podía ser justificada culturalmente si las mujeres eran madres las cuales tenían este empleo para proveer para sus hijos. Para los niños era una frase común entre las prostitutas españolas de la época. Una ley fue decretada en el 20 de diciembre de 1952 que le hizo más difícil a las prostitutas obrar legalmente.
En Barcelona en el año 1951, el precio oficial para los servicios de prostitutas para los hombres en burdeles autorizados por los gobiernos era 0,13€ (que en pesetas, la moneda oficial en el régimen franquista, es 21.36 ESP). Cuando los soldados estadounidenses visitaban España, las prostitutas autónomas subían el precio a 4,50€ (748.74 ESP). Los menores legales, es decir aquellos con 16 años de edad, podían acompañar a estos militares a hoteles dirigidos por empresarios sospechosos.
La prostitución bajo circunstancias controladas fue tolerada por el régimen de Franco hasta 1956. El 3 de marzo de ese año, por decreto, se ilegalizó la prostitución y el país se unió a la lucha internacional para combatir a la prostitución y el tráfico de mujeres. La obra Enrique Jiménez Asenjo titulado Abolicionismo y prostitución. Justificación y defensa Decreto-ley del 3 de marzo de 1956 que se publicó en 1936, cuyo preámbulo fue escrito por el presidente de la Fundación para la Protección de las Mujeres Luis Martínez Kleiser, describía la prostitución como "una infección, la cual necesitaba un antibiótico moral para ser curada, con el Estado sirviendo de doctor para tratar la enfermedad."
Una orden instructiva fue emitida el 26 de abril de 1956 donde se explicaba la necesidad de aislar los peores casos de prostitución mediante la provisión de alojamiento en instalaciones especializadas para adolescentes solteras y embarazadas. Tales establecimientos se abrieron en las ciudades de Granada, Vigo, Cuenca, Albacete, Cartagena, León y Madrid. El gobierno distribuyó 10 millones de pesetas (60101,21€) anualmente para mantener estas instalaciones con más de 3000 mujeres. Este presupuesto aumentó a 35 millones de Pts. para 1963. Para el final de 1956, el número total de mujeres liberadas las cuales estaban en las instalaciones de la Fundación para la Protección de las Mujeres era alrededor 5050. 41 eran madrileñas, 618 de Barcelona, 400 valencianas, 800 bilbaínas, 232 sevillanas, 300 malagueñas, otras 300 de Cádiz, 248 mañas, 200 mallorquinas y 202 palmenses.
Antes del Año de la Mujer, el gobierno creó ocho comisiones para investigar la situación de las mujeres españolas. El gobierno usó los informes de estas comisiones para producir dos informes que se publicaron en 1975. Fueron llamados La situación de la mujer en España y Memoria del Año Internacional de la Mujer. Entre los hallazgos, el gobierno se refirió a las prostitutas como mujeres desajustadas y marginadas. En un informe, dijeron: "Parece que se modificó el estilo clásico de prostitución, apareciendo éste con nuevas formas que implican para una persona que lo ejerce una forma de empleo múltiple". Es decir, las mujeres que eran prostitutas tenían trabajos durante el día y trabajaban como prostitutas durante el día para complementar sus ingresos, mientras mantenían la impresión de que eran mujeres buenas y responsables. El régimen encontró la doble cara de estas mujeres más despreciables que si fueran prostitutas a tiempo completo. El gobierno atribuyó esto a la incapacidad de transmitir la importancia de los valores éticos dentro de una familia, la gran cantidad de lugares de ocio donde estas mujeres podían trabajar, los medios de comunicación, la cultura impulsada por los consumidores, el turismo, el aumento de la riqueza entre los españoles y la religión siendo deficiente en la transmisión de valores que condenaban la actividad. La comisión propuso que el gobierno trate de cerrar lugares de ocio como clubes y pubs y salones de fiestas, que la policía haga cumplir más estrictamente la ley de peligrosidad y rehabilitación social, y que se ponga más esfuerzo en rehabilitar a las prostitutas. En el período comprendido entre 1974 y 1978, las feministas protestaron por la amnistía para las mujeres, incluidas las condenadas por delitos relacionados con el aborto, la anticoncepción, el adulterio y la prostitución que estaban en prisión. Dichas protestantes fueron atacadas por la policía con gases lacrimógenos y bombas de humo. Las feministas también realizaron protestas apoyando la despenalización del adulterio, la igualdad en la fuerza laboral, el derecho de reunión, la capacidad de huelga y la supresión de las imágenes gubernamentales y sociales que el movimiento consideraba degradantes para las mujeres.

## Lesbianas y mujeres trans en prisión
Las lesbianas en prisiones franquistas eran acusadas de prostitución en vez de de lesbianismo, lo que hace que sea imposible determinar sus números en comparación al de hombres homosexuales. Esto se debió a que el régimen categorizaba laboralmente a las mujeres sólo de dos maneras: como amas de casa o como prostitutas.
Durante los años 60 y 70, las personas acusadas de prostitución a menudo terminaban en la Cárcel Modelo de Barcelona. Dentro de este grupo se hallaban muchos homosexuales y mujeres trans, que serían posteriormente sometidos a abusos sexuales durante su estancia en prisión.

## Evolución de la percepción social
El rol de las mujeres en el período franquista era ser madres, y someterse a las decisiones del régimen acerca de cómo deben vivir sus vidas las mujeres. Aquellas que desafiaban esta narrativa y ejercían su independencia eran etiquetadas como putas y prostitutas. Esto era una forma de tratar de controlar a estas mujeres frente a su desafío. Durante los 40, las mujeres que batallaban como guerrillas en las zonas de influencia españolas también eran frecuentemente etiquetadas como putas y prostitutas como parte del esfuerzo del régimen de calumniarlas y deshumanizarlas. Durante los 50, los turistas empezaron a visitar las playas españolas en masa. Vestían minifaldas y bikinis, y jugaron un papel importante en la percepción de las mujeres españolas sobre otras mujeres en el hecho de que estas vestimentas no asociaban a una mujer con la prostitución.

## Representaciones culturales
Tatuaje es una famosa canción escrita por Rafael de León e inmortalizada por Concha Piquer durante los años 40 y 50 sobre una prostituta que se enamora de un marinero extranjero, al cual  busca de taberna en taberna. La imagen de la prostituta de la canción era mucho más comprensiva con las vidas de estas mujeres que la narrativa oficial.